# 헤겔 법철학 비판

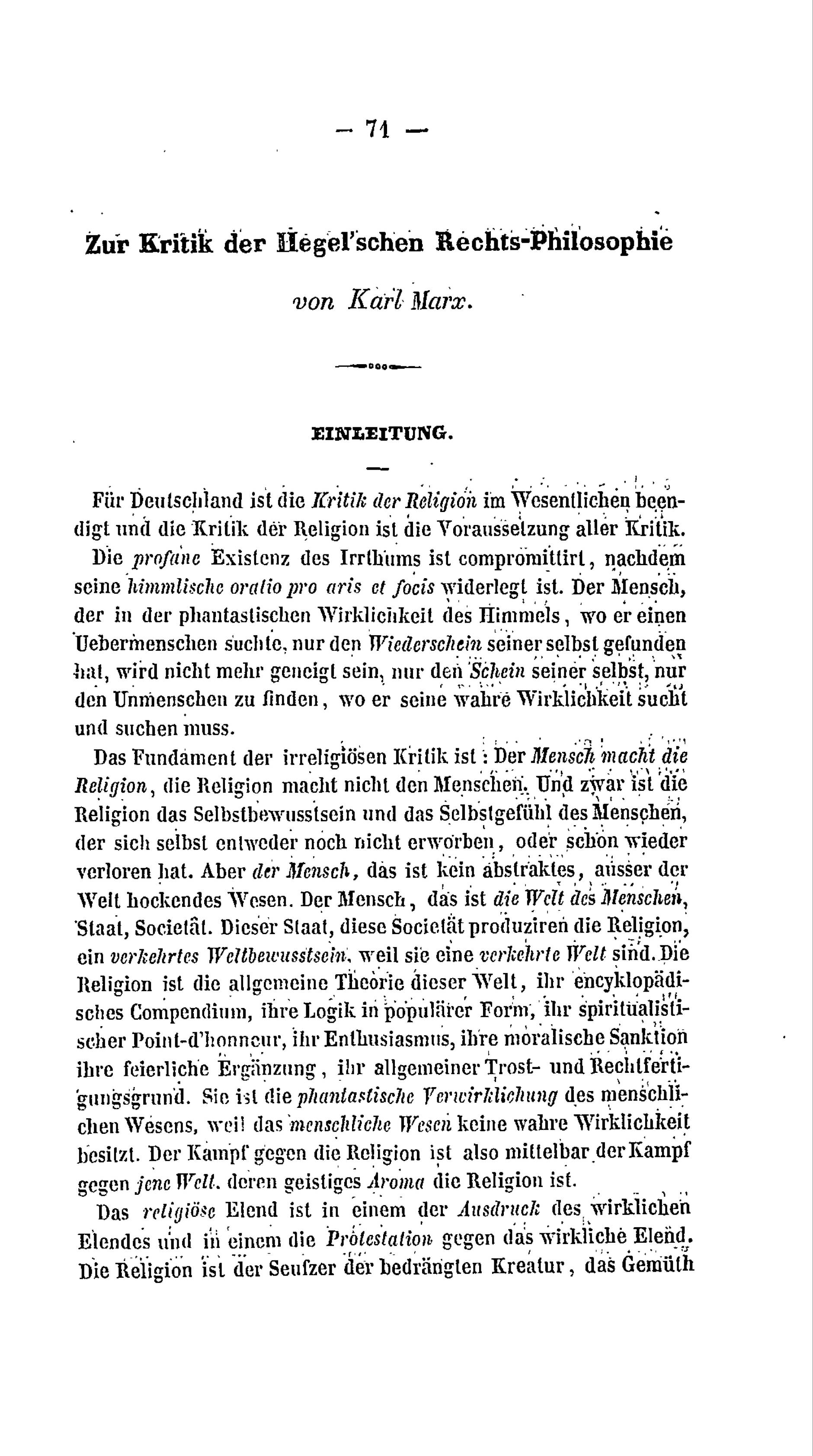

《헤겔의 법철학 비판》(독일어: Zur Kritik der Hegelschen Rechtsphilosophie)은 독일의 정치철학자 카를 마르크스가 1843년에 쓴 수고이다. 그 서문만 1844년 《독불연감》에 출판되었다. 마르크스가 철학자 게오르크 빌헬름 프리드리히 헤겔의 1820년 책 《법철학 강요》에 단락별로 논평한 원고이다. 헤겔에 대한 마르크스의 주요 비판 중 하나는 그의 많은 변증법적 논증이 추상화에서 시작한다는 사실이다.
마르크스주의 소외론의 초기 공식화를 포함하고 있다. 서문에서 종교의 기능에 대해 "인민의 아편"이라는 가장 유명한 언급을 포함하여 시민 사회와 정치 사회 사이의 관계에 대한 분석을 중심으로 작업의 내러티브가 전개된다.

## 같이 보기
- 인민의 아편